# Barbarei und Zivilisation

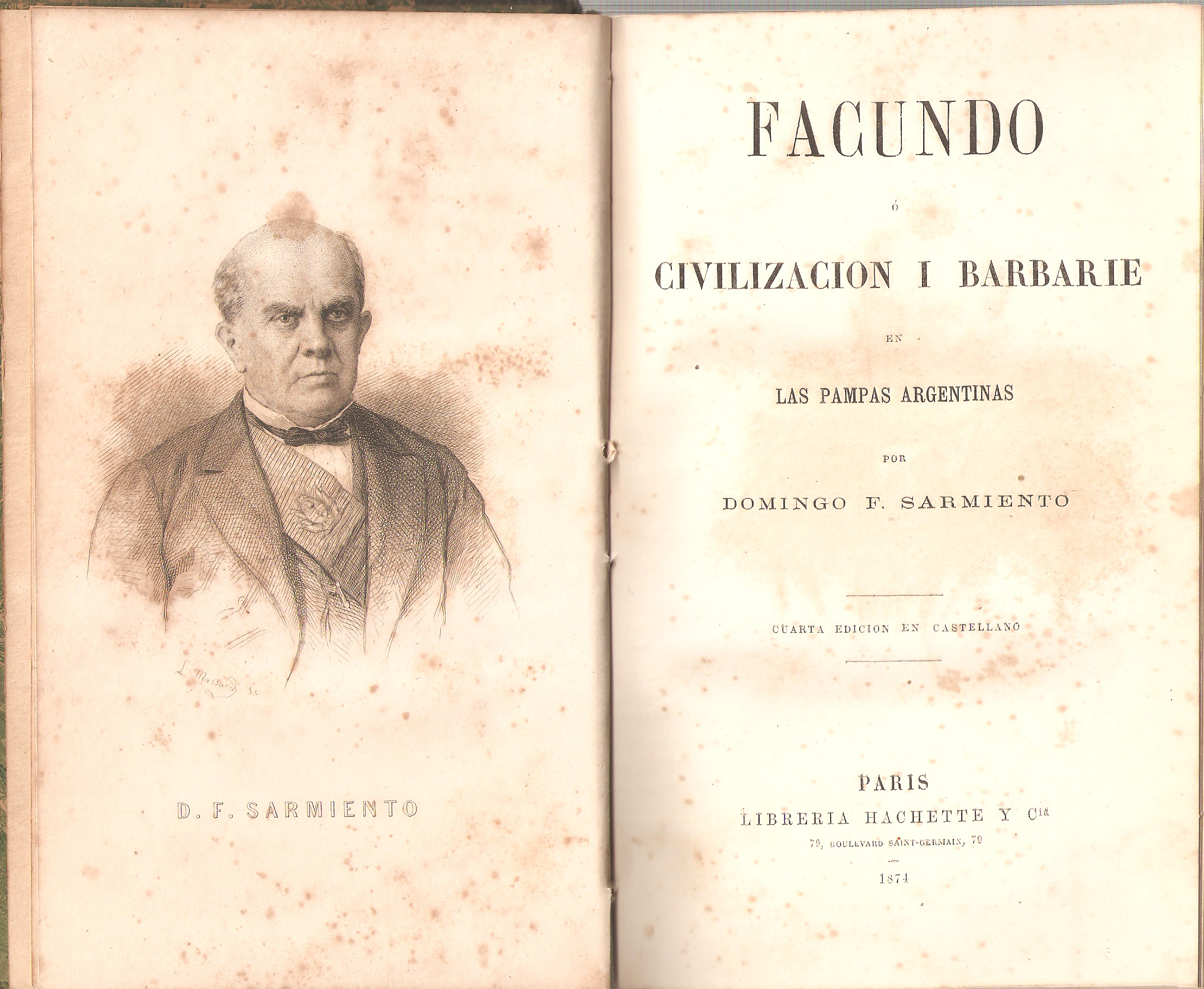
Scan einer Ausgabe von 1874

Barbarei und Zivilisation. Das Leben des Facundo Quiroga ist ein 1845 in Santiago de Chile erschienenes Buch, das bis zur ersten Auflage in Deutschland 2007 in vielen Sprachen verlegt wurde. Der Autor, der Argentinier und spätere Präsident Argentiniens Domingo Faustino Sarmiento, lebte dort im Exil. Der Originaltitel lautet: Facundo: Civilización i barbarie. Vida de Juan Facundo Quiroga, i aspecto físico, costumbres i hábitos de la República Arjentina. Das Werk gilt als Klassiker des lateinamerikanischen Liberalismus oder auch als „ein Gründungsbuch der argentinischen Nation und ganz Lateinamerikas“. Sarmiento favorisiert eine vor allem an Frankreich orientierte, von Buenos Aires ausgehende zentralistische Nationenbildung Argentiniens, indem er seine Zeitgenossen Juan Facundo Quiroga und Juan Manuel de Rosas, der ihn ins Exil zwang, des Verrats an der europäischen Zivilisierungsmission bezichtigt, weil sie den ländlichen Raum – die „Barbarei“ – gegen die städtische Zivilisation, für die das europäische Buenos Aires steht, ausspielen.

## Inhalt
Das Buch erschien 1845 zunächst in etlichen Folgen in der chilenischen Tageszeitung El Progreso, bevor es dort als Buch gedruckt wurde. Sarmiento fasste es innerhalb von zwei Monaten als „politisches Fanal gegen die damals herrschende Diktatur des Juan Manuel Rosas“ ab. Es ist sowohl eine Biografie Juan Facundo Quirogas, der als Vorläufer von Rosas gesehen wird, wie auch eine Analyse der politischen, wirtschaftlichen, sozialen und kulturellen Entwicklung Argentiniens in der ersten Hälfte des 19. Jahrhunderts.

### Einführung
Sarmiento misst sich an Alexis de Tocqueville und dessen Werk Über die Demokratie in Amerika (1835/1840), weil er es für unabdingbar hält, dass Argentinien einen Forschungsreisenden verdiente, der sich dem Land „ausgerüstet mit Gesellschaftstheorien“ nähert und vor allen Dingen „den Europäern und namentlich den Franzosen“ die Daseinsform der Argentinischen Republik vor Augen führte (S. 11). Sein Ziel ist, dafür zu arbeiten, Argentinien der europäischen Einwanderung zu erschließen. Für ihn gibt es kein amerikanisches Volk wie das argentinische, das berufen wäre, „unverzüglich die Bevölkerung Europas aufzunehmen, das überläuft wie ein volles Glas“, und zwar deshalb, weil er in Amerika eine „menschenleere Welt“ sieht (S. 16). Facundo Quiroga steht deshalb im Mittelpunkt seines Interesses, weil er in ihm eine Verkörperung der beiden Tendenzen sieht, die Argentinien spalten. Er gilt ihm nicht als ein Zufallscharakter, sondern als ein Ergebnis argentinischer Lebensart, wie sie sich durch die Kolonisation gebildet habe und die in der Gestalt des Caudillo in dieser gesellschaftlichen Phase ihren Spiegel finde (S. 19), aber zu überwinden sei.

### Erstes bis viertes Kapitel
Diese Kapitel umreißen den Zustand des Landes und geben einen Abriss des historischen Hintergrundes, vor dem eine Gestalt wie Facundo Quiroga in den Augen Sarmientos zu verstehen ist. Sie umfassen die Jahre von der Mai-Revolution im Jahre 1810, dem Gründungsdatum der argentinischen Nation, und die auf sie folgenden bürgerkriegsähnlichen Kämpfe bis 1840.
Der Charakter des argentinischen Territoriums werde durch „ungeheure Landstrecken“ geprägt, die „gänzlich unbewohnt“ seien; die schiffbaren Flüsse würden nicht befahren; alles sei unermesslich. „Im Süden und Norden lauern die Wilden, die auf die mondhellen Nächte warten, um wie ein Rudel Hyänen über das Vieh auf den Weiden und über die wehrlosen Siedlungen herzufallen“ (S. 27–28). Sarmiento spricht durchweg von Wüste, wenn er das weite Land beschreibt. Er meint damit weniger die ariden Llanos, sondern die von Indianern besiedelten Gebiete, „das Land, das immer noch des Auftrages harrt, Pflanzen und alle Arten von Saaten hervorzubringen“ (S. 29) (Siehe hierzu Wüstenkampagne). So werden die Indianer für ihn zu „amerikanischen Beduinen“, die ihre Opfer „abkehlen“ (span. degollar = köpfen, umbringen) (S. 34). Aber auch das Hirtendasein auf den Weideflächen jenseits der Städte erinnert Sarmiento an Asien. Alles Zivilisierte sei dort verpönt, zumal sich dort die Spanier mit den Eingeborenen vermischt hätten (S. 34). Wer sich dort städtisch kleide, werde Gegenstand des Spottes und roher Handgreiflichkeiten der Landbevölkerung. So ersticke der Fortschritt, „denn Fortschritt kann es nicht geben ohne dauerhafte Inbesitznahme des Bodens, ohne die Stadt, die ihrerseits die gewerblichen Fähigkeiten des Menschen entwickelt und ihm erlaubt, seine Erwerbungen auszuweiten“ (S. 39).
 Die Gauchos mit ihren dichtbärtigen Gesichtern ähneln den „asiatischen Arabern“ und verachten den sesshaften Städter, der Bücher lese, aber auf dem Land nicht überlebensfähig wäre (S. 44). Hingegen seien die Siedlungen der Deutschen oder Schotten im Süden der Provinz Buenos Aires vorbildlich: hübsch, reinlich und verziert „und die Bewohner immerzu in Bewegung und Tätigkeit“ (S. 35).
Sarmiento stellt vier Figuren als typisch für das argentinische Landleben vor: den „rastreador“ – den „Spurensucher“; den „baqueano“ – den „Wegeführer“, den „gaucho malo“ – den „bösen Gaucho“; den „cantor“ – eine dem Barden des Mittelalters ähnliche Figur. Alle stehen sie für die barbarische, amerikanische, „fast eingeborene“ Seite der argentinischen Zivilisation, die vor 1810 bestand und in Sarmientos Gegenwart die städtische Zivilisation unter Druck setzt. Dabei ist ihm die Gestalt des „gaucho malo“ besonders wichtig, weil sie Eigenschaften für Caudillo-Figuren wie Facundo Quiroga und Rosas spiegle: Er sei ein Outlaw, ein Squatter, ein Misanthrop besonderer Art, der in den Liedern des „cantor“ zum geheimnisvollen „Wüstenhelden“ werden könne. Zu ihm gehöre der Diebstahl von Pferden genauso wie die Entführung von Mädchen (S. 60–62). Wie für alle Gauchos ist das Messer sein ihm eigenes Zubehör, nicht nur Waffe, sondern Werkzeug. Es ist für ihn „wie der Rüssel des Elefanten: sein Arm, seine Hand, sein Finger, sein Alles“ (S. 69).
Indem die Mai-Revolution von 1810 sich wie Nordamerika am europäischen und dabei vor allem am französischen Erbe der Aufklärung orientiert habe, sei in der Gegenreaktion ein „barbarisierendes Milieu“ auf den Plan getreten, das vom Binnenland auf die Städte mit Buenos Aires an der Spitze übergreife und „vortreffliche“ Bürger zur Auswanderung zwinge. Aber der letzte Schuss der argentinischen Revolution sei noch nicht gefallen (S. 82).

### Kapitel 5 bis 13

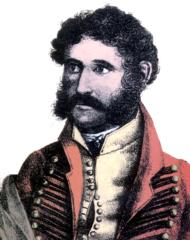
Juan Facundo Quiroga

Diese Kapitel beinhalten die Lebensbeschreibung des Juan Facundo Quiroga von seiner Kindheit bis zu seiner Ermordung. Als Einstieg dient dem Autor eine Geschichte, in der Facundo Quiroga zunächst einem Jaguar ausgesetzt ist, ihn aber in Gesellschaft eines Freundes mit Lasso und Messer zur Strecke bringt, was ihm zu dem Beinamen „Tigre de Los Llanos“ verholfen habe (S. 95–96). Sein von Haargestrüpp überwuchertes Gesicht und „seine schwarzen, feurigen, von buschigen Wimpern überschatteten Augen flößten demjenigen, auf den sie sich zufällig hefteten, ein unwillkürliches Grauen ein“ (S. 96).

1788 in der Provinz La Rioja geboren, habe sich Facundo Quirogas „überheblicher, schroffer, ungeselliger“ und zur Aufsässigkeit neigender Charakter schon in der Schule gezeigt (S. 97). In der Pubertät habe sich eine Spielleidenschaft seiner bemächtigt, die seine vermögenden Viehzüchtereltern dazu gebracht hätte, sich von ihm zu trennen, so dass er seinen Lebensunterhalt als Peon verdienen musste. Immer wieder sei er dadurch aufgefallen, dass er missliebigen Menschen seines Umfeldes Hunderte von Peitschenhieben verabreichte oder verabreichen ließ. 1810 sei er als Rekrut in Buenos Aires eingezogen worden, habe sich aber dem Kasernenleben nicht fügen können und sei in seine Heimat zurückgekehrt. „Er fühlte sich berufen, zu kommandieren, schlagartig aufzutauchen und ganz allein, der zivilisierten Gesellschaft zum Trotz und als ihr Feind, sich eine Laufbahn nach seinem Geschmack zu schaffen, die Tapferkeit mit dem Verbrechen verbindend, die Ordnung mit der Zerrüttung“ (S. 101).
Seinen Eintritt in die Öffentlichkeit verdankte Facundo Quiroga einem Vorfall in einem Gefängnis der westlichen Provinz La Rioja, als gefangen gesetzte spanische Offiziere, die gegen die südamerikanische Unabhängigkeit kämpften, sich befreien wollten, Quiroga aber, selbst wegen seiner Mitgliedschaft in einer Montonera im Gefängnis, vierzehn von ihnen getötet und ein Anerkennungsschreiben des Vaterlandes erhalten habe (S. 103–104). In der Stadt La Rioja wurde er daraufhin von einer der beiden führenden Familien in einem Streitfall zu Hilfe gerufen und zum Oberhauptmann der Milizen von Los Llanos ernannt, was die Autorität eines Landkommandeurs bedeutete (S. 112 f.). Facundo Quiroga schaltete beide Familien aus und wurde zum mächtigsten Herrn der Provinz: 
„Die überlieferten Regierungsmethoden verschwanden, die Formen verkümmerten, die Gesetze wurden zum Spielball ruchloser Hände; und inmitten dieses verwüsteten, von Pferdehufen zertretenen Landes wurde nichts ersetzt, wurde nichts aufgebaut. Bequemlichkeit, Muße, Sorglosigkeit sind des Gauchos höchstes Gut. Hätte La Rioja, wie es einst Doktoren besaß, Statuen besessen, sie wären zum Anpflocken der Pferde verwendet worden“ (S. 118).

Der von Sarmiento bewunderte Bernardino Rivadavia, die Verkörperung eines „poetischen, großartigen, die ganze Gesellschaft beherrschenden Geistes“ und der Ideale der Mai-Revolution, muss sein Werk den Händen von Caudillos überlassen, die alles Angefangene in die Barbarei zurückführen: 
„Er holte europäische Gelehrte für die Presse und für die Lehrstühle ins Land, Siedler für die Wüsten, Schiffe für die Flüsse, Anerkennung und Freiheit für alle Glaubensrichtungen; Aufbau von Kreditwesen und Nationalbank zur Förderung des Gewerbefleißes; alle großen Gesellschaftstheorien der Zeit, um seine Regierungsarbeit zu gestalten: kurz, er holte Europa, um es mit einem Schlage auf dem amerikanischen Kontinent in eine neue Form zu gießen und in zehn Jahren das Werk zu vollbringen, wozu man früher Jahrhunderte benötigt hätte“ (S. 137 f.).

In Facundo Quiroga sieht Sarmiento den Gegenspieler Rivadavias. Strebte Rivadavia eine von Buenos Aires ausgehende zentralisierte Republik an, so wurde Facundo Quiroga Repräsentant der auf ihre Unabhängigkeit bedachten, föderalistisch orientierten Provinzen, und die föderalistische Partei wurde Bindeglied zur willkürlichen Barbarei (S. 143), die sich in Gestalt von Rosas auch Buenos Aires’ bemächtigte. So vollzog sich nach Sarmiento ebenfalls ein Einheitswerk, als führe die Vorsehung Regie, obwohl nur ein gaucho malo „von einer Provinz zur anderen zog, Lehmwände baute und Messerstiche austeilte“ (S. 144). Quiroga siegte zunächst über die unitarischen Truppen und deren Anführer Gregorio Aráoz de La Madrid, musste sich gegenüber José Maria Paz, der nach den Regeln europäischer Kriegskunst focht (S. 195), aber geschlagen geben. Er ging nach Buenos Aires und kooperierte ab 1830 mit Rosas. 1831 besiegte er als Anführer des föderalistischen Heeres erneut die unitarischen Truppen und zog dann mit Rosas zu einer „umfassenden Treibjagd“ auf die Indianer an die „frontier“ in den Südprovinzen. Diese Expedition brachte Rosas den Titel „Héroe del Desierto“ (= „Held der Wüste“) ein. Sarmiento bestreitet jedoch die Berechtigung dieses Titels und den Erfolg des Unternehmens, weil die beiden Caudillos nur einen „kriegerischen Spaziergang“ unternommen und einige vernachlässigenswerte Indianerzelte niedergerissen hätten, anstatt mit den „unbezähmbaren Barbarenstämmen“ und den von ihnen angerichteten Verheerungen Schluss zu machen (S. 238 f.).

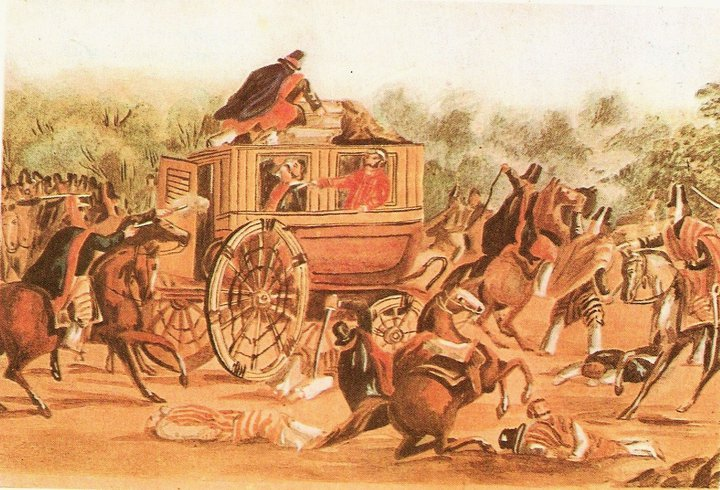
Überfall auf Facundo Quirogas Kutsche

1835 wurde Facundo Quiroga zu einer Friedensmission nach Córdoba geschickt, mutmaßte aber, dass ihm und seiner Kutsche ein Reiterkurier vorausgeschickt worden war, der als Bindeglied zu einem Mordkomplott dienen würde. Als sich die Unheilsvorzeichen verdichteten, behielt Facundo Quiroga seine Ruhe, geriet aber in einen Hinterhalt und wurde von einem bekannten Montonera-Gaucho erschossen. Rosas ließ ihn und seine Helfer suchen und in Buenos Aires hinrichten. Sarmiento gibt aber zu verstehen, dass er Rosas für den Auftraggeber des Mordes an Facundo Quiroga hält (S. 256).

### Kapitel 14 und 15
Kapitel 14 enthält eine Abrechnung mit Rosas und seinen diktatorischen Methoden. Sarmiento vergleicht ihn wegen seines betonten Unabhängigkeitsbestrebens gegenüber Europa mit Muhammad Ali Pascha und Abd el-Kader (S. 286), womit er gleichzeitig seine Herrschaftsmethoden im Inneren als barbarisch ausgibt. Für Sarmiento stützte sich die Herrschaft Rosas’ auf seine Geheimpolizei, die mazorca, deren Hinrichtungsmethode im Abkehlen bestand, wie auch das Abkehlen zur öffentlichen Hinrichtungsart geworden war (S. 271). Darüber hinaus hatte er eine Methode entwickeln lassen, die Gesinnungen der Bevölkerung statistisch zu erfassen, „sie nach ihrer Wichtigkeit zu kennzeichnen und mit Hilfe dieses Verzeichnisses zehn Jahre lang der Aufgabe nachzugehen, sich aller widersetzlichen Elemente zu entledigen“ (S. 267). Seine loyalsten Stützen habe er in der schwarzen Bevölkerung von Buenos Aires gefunden, „Tausende ehemaliger Sklaven“, deren männlicher Teil „glücklicherweise“ durch die ständigen Kriege „mittlerweile schon ausgelöscht“ sei. Zur Einschüchterung der Landbevölkerung habe er im Süden einige wilde Indianerstämme angesiedelt, deren Häuptlinge ihm ergeben gewesen seien (S. 281–283).

Das Schlusskapitel mit der Überschrift „Gegenwart und Zukunft“ entwirft ein zuversichtliches Bild von den jungen Kräften des Landes, die im Ausland, vor allem in Frankreich, aber auch in Chile, Brasilien, Nordamerika und England, studieren und bei ihrer Rückkehr einen Aufschwung in Gang setzen werden. Dazu seien Gesellschaften zu gründen, um europäische Bevölkerung anzuwerben und im Lande anzusiedeln, damit in zwanzig Jahren das geschehe, „was in Nordamerika in gleicher Zeitspanne geschehen ist: wie durch Zauberhand sind dort Städte, Provinzen und Staaten aus den Wüsten auferstanden, wo kurz zuvor noch wilde Bisonherden grasten“ (S. 311 f.).
„Die Ingenieure der Republik werden an allen geeigneten Stellen den Grundriss von Städten und Dörfern zeichnen, die sie für die Einwanderer bauen werden, und ihnen die fruchtbaren Landstücke zuteilen; und in zehn Jahren werden alle Flüsse von Städten gesäumt sein, und die Republik wird ihre Bevölkerung mit fleißigen, gesitteten und erfinderischen Einwohnern verdoppeln“ (S. 319).

## Rezeption
Berthold Zilly als Übersetzer und Kommentator hebt in seinem Nachwort hervor, dass das Buch zu Lebzeiten Sarmientos ins Französische (1853), Englische (1868) und Italienische (1881) übersetzt worden sei. Auszüge wurden 1848 in einer Schrift für Auswanderer auf Deutsch veröffentlicht. Besondere Bedeutung hatte für Sarmiento das französische Publikum, das bereits 1846 und in einer zweiten Folge 1852 in der Revue des Deux Mondes mit kommentierten Teilen vertraut gemacht wurde. Darüber hinaus erschienen 1850 und 1851 einige Kapitel in Paris.
Zilly stellt fest, dass die Texte, die vom Facundo angeregt worden seien oder in Dialog mit ihm treten, zahllos seien. Nachwirkungen zeigen sich etwa bei Euclides da Cunha, Ezequiel Martínez Estrada, Octavio Paz, José Mármol, Rómulo Gallegos, Alejo Carpentier, Augusto Roa Bastos, Gabriel García Márquez oder Mario Vargas Llosa. Die ganze Nation habe bei Sarmientos Tod 1888 getrauert. Auf dem Friedhof La Recoleta ruhe er „in friedlicher Nähe zu seinen innig gehassten Feinden Juan Facundo Quiroga und Juan Manuel Rosas, heute auch unweit Eva Peróns. Zahlreiche Huldigungstafeln von Bildungsinstitutionen und Hochschülergruppen an Sarmientos Grabmal bezeugen seine ungebrochene Popularität als Autor des ‚Facundo‘ und als Lehrer der Nation“.
Auch bei César Aira wirkt Sarmientos Erbe fort, wenn er in seinem Roman Die Mestizin (1978/1981) ein gegenteiliges Bild zu Sarmientos Vorstellungen entwirft. Es sind bei ihm nämlich die Indianer, die jenseits der südwestlichen argentinischen Grenze in einer hochkomplexen Zivilisation leben, der gegenüber die argentinische Seite im noch nicht kolonisierten Grenzland mit Soldaten, die vorwiegend Zwangsrekrutierte sind oder Strafgefangene waren, als barbarisch erscheint.

Anlässlich des 200. Jahrestages der Mai-Revolution 2010 und des Geburtstags Argentiniens als Nationalstaat gab es erneut Anlass, sich mit Sarmiento auseinanderzusetzen. In einer Fernsehsendung am 6. Mai 2010 äußerte sich José Pablo Feinmann folgendermaßen über das Erbe des Facundo: 
„Das Außergewöhnliche des Facundo von Sarmiento ist, dass es sich um ein Buch mit der Ideologie des Eroberers handelt, allerdings von einem Mitglied der Elite des eroberten Landes geschrieben. Das Problem liegt darin, dass das, was sich entwickelt, die abendländische Zivilisation ist. Die abendländische Zivilisation muss die Welt in Beschlag nehmen. Denn dabei zivilisiert sie die Welt, bringt sie auf den Pfad des Fortschritts, der Kultur. Hier tritt die abendländische Macht auf den Plan ... zum Beispiel: die Engländer in China, die Engländer in Indien, die Engländer in Irland – vor allem die Engländer ... denn England war die Großmacht, die fast alle Länder des 19. Jahrhunderts umfasste – aber auch die Franzosen in Algerien, mit einem General Bugeaud, der in Algerien auftrat, indem er 500 Algerier bei lebendigem Leib verbrennen ließ, um zu beweisen, wie die französische Rationalität funktionierte, wenn man sich ihr widersetzte.
Was Sarmiento macht, ist die Verinnerlichung dieses Begriffs von Zivilisation. Wo Europa auftritt, tritt die Zivilisation auf. Wir als Menschen von Buenos Aires, gebildete Menschen, die wir uns nach den europäischen Ideen gebildet haben, sind die Zivilisation. Und dagegen steht die Barbarei: die Gauchos, die Menschen auf dem Land, die Menschen, die die europäischen Ideen nicht kennen.
Was ist die Barbarei? Die Barbarei ist das Andere. Die Barbarei ist das, was sich nicht in die Zivilisation integrieren lässt.“